# Strana Igr
Strana Igr (en ruso: Страна игр, literalmente El país de los juegos) era una revista rusa centrada en los videojuegos. Fue publicada por Gameland entre enero de 1996 y noviembre de 2013, cuando la revista fue suspendida por problemas económicos.

## Historia
A partir de diciembre de 2010, la revista se asoció con la revista japonesa Famitsu, publicando lo mejor de sus artículos. El editor en jefe de la revista, Konstantin Govorun, señala que esto permite que la publicación cubra exclusivas antes de los lanzamientos en revistas en inglés.
En una entrevista con GamesLife.ru, Govorun describe que la revista ha experimentado un crecimiento significativo en comparación con sus primeros años, convirtiéndose ahora en una de las mayores revistas de videojuegos. Explica el éxito de la publicación con el hecho de que Rusia tiene un fuerte mercado de jugadores de PC y que las pocas publicaciones no rusas disponibles, como Edge o GamesTM, no comparten el mismo público objetivo. También señala que el equipo, incluidos los editores, tiene mucha libertad para escribir columnas y que la sala de profesores no vio cambios importantes a lo largo de los años y considera que estos factores son importantes para seguir en circulación, a pesar de que otras revistas similares han cerrado. Sergey Galenkin explica en un artículo de Kanobu.ru que, en comparación con otras revistas difuntas, Strana Igr se ha encargado de publicar artículos no sensacionalistas de manera constante que encajen bien con su público objetivo. También señaló que el editor de la revista Gameland tiene varias otras publicaciones y la disponibilidad en línea de la revista son factores positivos para permanecer en circulación.
En formato de revista, las reseñas de juegos recibieron una puntuación de hasta 10 en incrementos de 0,5. Según el agregador de reseñas Kritikanstvo.ru, Strana Igr publicó más de 3700 reseñas de juegos con una puntuación media del 75%.
A finales de 2013, Strana Igr experimentó problemas financieros y se suspendió el lanzamiento de la revista. Muchos de los exempleados se unieron a la versión rusa de IGN, que fue lanzada por la editorial Gameland el mismo año.